# 여객 열차
여객 열차(Passenger train)는 철로를 따라 사람들을 수송하기 위해 사용하는 열차이다. 이 열차들은 하나 이상의 기관차에 의해 끌리는, 동력이 없는 객차(코치, 마차)로 구성되거나 자체 추진력을 가지는 경우가 있다. 자체 추진력을 가진 여객 열차는 동력분산식 열차 또는 동차라고 부른다. 여객 열차는 철도역에서 정지하며 승객은 탑승하거나 내릴 수 있다. 대부분의 경우 여객 열차는 고정된 스케줄로 운영되며 화물 열차보다 우선순위가 더 높다.

## 장거리 열차
- 고속철도
- 도시간 열차

## 단거리 열차
- 통근철도
- 동차
- 지하철
- 라이트 레일
- 노면전차